# Apriona submaculosa
Apriona submaculosa es una especie de escarabajo longicornio del género Apriona, subfamilia Lamiinae. Fue descrita científicamente por Pic en 1917.
Se distribuye por Vietnam. Mide 46-48 milímetros de longitud. El período de vuelo de esta especie ocurre en los meses de marzo y junio.